# Johannes Goldenboge
Johannes Goldenboge, auch Johann Goldenboge, Johann von Goldenbow genannt, war von 1494 bis 1503 Schweriner Dompropst, stammte aus einem adligen Geschlecht Mecklenburgs und war 1479 Dekan zu Bützow, 1487 wurde er auch Kanonikus des neu errichteten St. Jacobistiftes in Rostock. Er besaß die Pfarre zu Sternberg, wo er mit Laurentius Stoltenberg die Bruderschaft des hl. Blutes und St. Annen stiftete. Georg Christian Friedrich Lisch bemerkte in den „Hauptbegebenheiten in der ältern Geschichte der Stadt Sternberg“ zur Person von Johannes Goldenboge:

„Im J. 1450 war Heyne von Lewetzow Pfarrer zu Sternberg (dominus Heyno de Leuezowe rector parrochialis ecclesie in Sternberg). Vielleicht unmittelbar darauf folgte der Magister Johann Goldenboge, ebenfalls aus einem rittermäßigen Geschlechte Meklenburgs, Dompropst zu Schwerin, Domdechant zu Bützow, Domherr zu Güstrow und Rostock, ein Mann, welcher in der Geschichte des Heiligen Blutes bedeutend wirkte. Er kommt sicher 1479–1503 vor, zuerst als Domdechant zu Bützow und Domherr zu Güstrow, als Pfarrer zu Sternberg jedoch nur im J. 1503.“